# 忘れ雪 (小説)
『忘れ雪』（わすれゆき）は、新堂冬樹の小説。2003年2月3日に角川書店から単行本が刊行された。2005年2月25日には角川文庫版が発刊された。
2009年に舞台化され、2015年には映画化されている。

## 舞台
2009年、宝塚歌劇団雪組公演として、宝塚バウホールと日本青年館で上演された。脚本・演出は児玉明子、主演は音月桂。

### キャスト（舞台）
- 桜木一希 - 音月桂（高校時代：帆風成海）
- 橘深雪 - 舞羽美海
- 鳴海昌明 - 凰稀かなめ
- 桜木清一郎 - 未沙のえる（当時、専科所属）
- 鳴海善行 - 飛鳥裕
- 桜木満 - 大湖せしる
- 中里信一 - 蓮城まこと
- 金井静香 - 愛原実花
- 南信一  - 真波そら
- 笹川宗光 - 緒月遠麻

## 映画
2015年11月7日公開。監督はハン・サンヒで、主演は2PMのチャンソン。チャンソンはこの作品が日本映画初主演となる。

### キャスト（映画）
- テオ - チャンソン（2PM）
- 深雪 - 大野いと（子供時代：村山優香[4]）
- 鳴海 - 久保田悠来
- 静香 - 吉倉あおい
- 満 - 碓井将大
- 南 - 浅井雄一
- 武田 - 上遠野太洸（友情出演）
- 清一郎 - 高知東生
- 義行 - 堀田眞三

### スタッフ（映画）
- 監督 - ハン・サンヒ
- 脚本 - ハン・サンヒ、伊藤秀裕